# Саяка синя
Сая́ка синя (Thraupis sayaca) — вид горобцеподібних птахів родини саякових (Thraupidae). Мешкає в Південній Америці.

## Опис

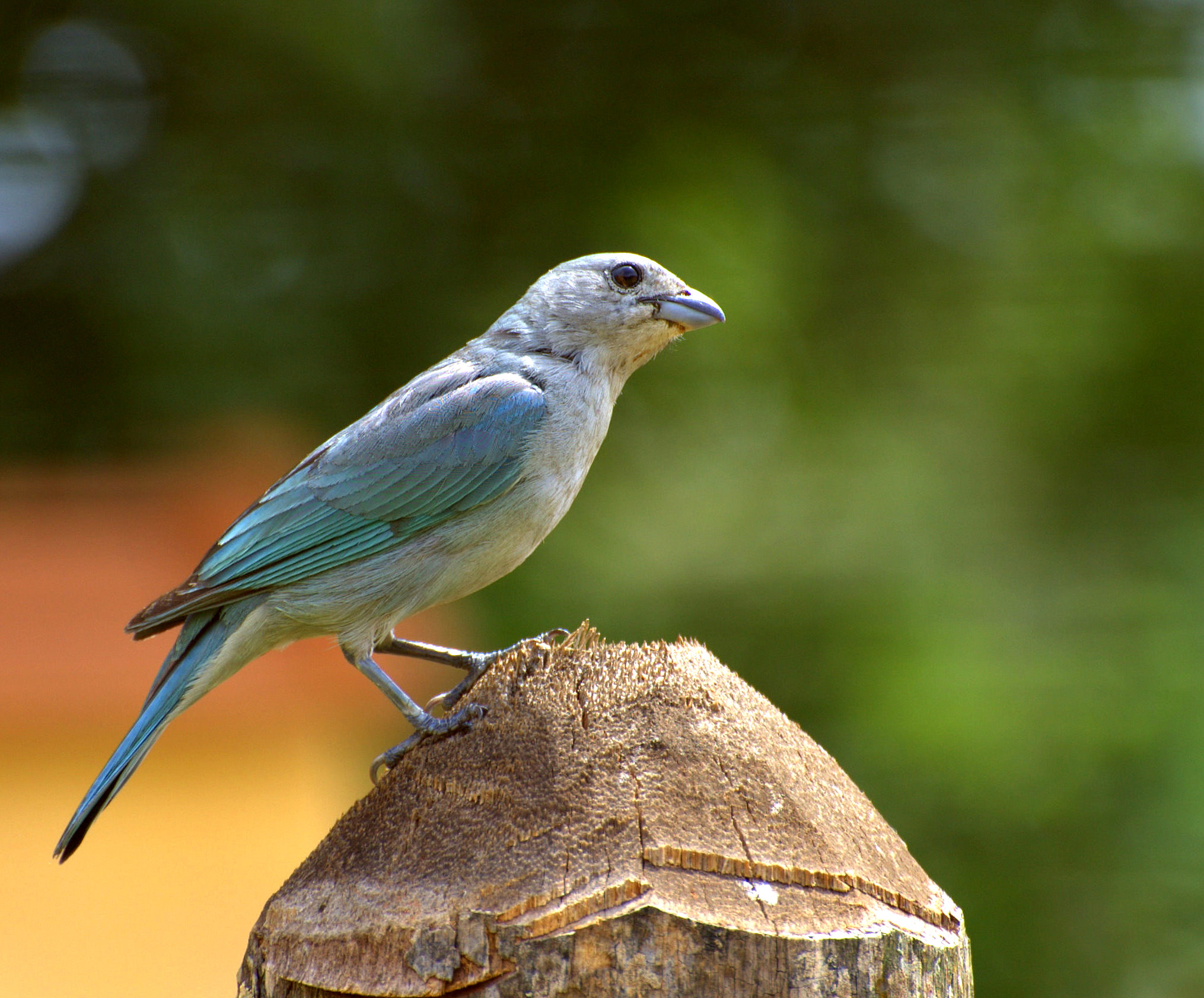
Синя саяка

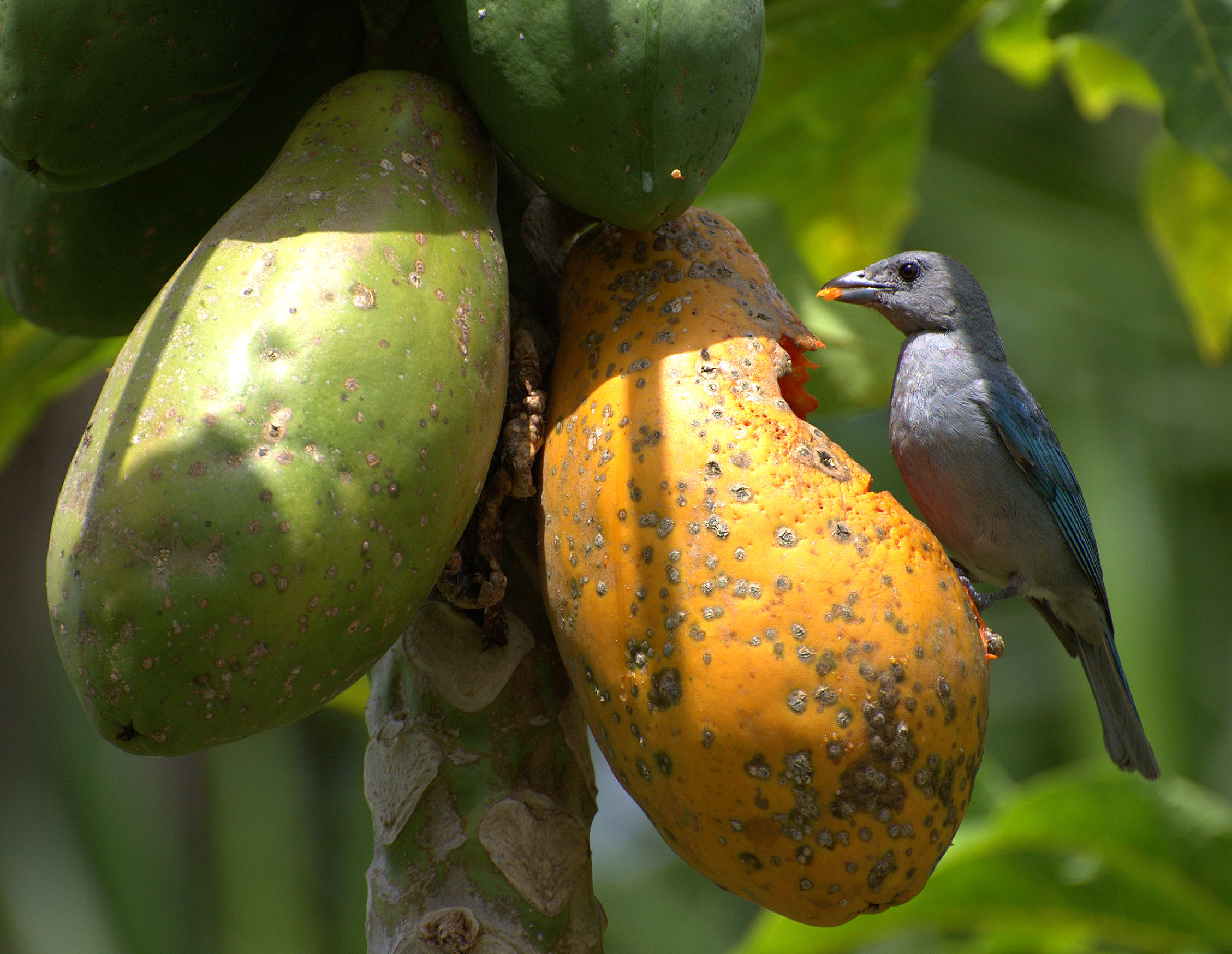
Синя саяка

Довжина птаха становить 16,5 см, вага 33 г. Верхня частина тіла сіра з синьо-зеленим відітнком, нижня частина тіла світло-сіра з блакитнуватим відтінком, живіт білуватий. Крила темно-коричневі з синьо-зеленими краями, покривні пера крил синьо-зелені. Хвіст чорнуватий з синьо-зеленим відтінком. Райдужки темно-карі, дзьоб сизий, зверху чорний, лапи сизі.

## Підвиди
Виділяють три підвиди:
- T. s. boliviana Bond, J & Meyer de Schauensee, 1941 — північний захід Болівії (між річками Бені і Мапірі);
- T. s. obscura Naumburg, 1924 — від центру і півдня Болівії до заходу Аргентини;
- T. s. sayaca (Linnaeus, 1766) — схід і південь Бразилії, Парагвай, Уругвай, північний схід Аргентини.

## Поширення і екологія
Сині саяки мешкають в Болівії, Бразилії, Парагваї, Уругваї і Аргентині. Вони живуть в саванах, рідколіссях і чагарникових заростях, на узліссях тропічних лісів, на полях і плантаціях, в парках і садах. Зустрічаються парами, іноді невеликими зграйками, на висоті до 1000 м над рівнем моря, в Аргентині іноді на висоті до 3000 м над рівнем моря. Живляться плодами, насінням, квітами, іноді листям Morrenia odorata і Senna occidentalis. 
Сезон розмноження триває з жовтня по січень. Гніздо чашоподібне, робиться з рослинних волокон, розміщується між гілками. В кладці 3 зеленуватих або кремових яйця, поцяткованих темними плямами, розміром 24×17 мм. Інкубаційний період триває 14 днів, пташенята покидають гніздо через 15 днів після вилуплення. За пташенятами доглядають і самиці, і самці, вони годують їх насінням і черв'яками. Сині саяки є одними з найбільш поширених птахів в містах на південному сході Південної Америки.